# Mata Amritanandamayi Math
Mata Amritanandamayi Math es la fundación caritativa pública establecida en Amritapuri, Kollam, Kerala que fue fundada para promover el mensaje de Mata Amritanandamayi también conocida como Amma. Otra organización hermana es la Mata Amritanandamayi Mission Trust que se encarga de numerosas actividades espirituales, educativas, sociales y culturales.

## Inspiración
La fundación lleva a cabo gran cantidad de obras caritativas bajo la guía de 'Mata Amritanandamayi'. Estas acciones humanitarias sirven a los sectores más desfavorecidos de la sociedad mediante ayuda al desarrollo en forma económica, médica, y educacional. La fuerza espiritual y la entrega al servicio desinteresado de 'Amma' es la inspiración para los miles de personas que participan en esta obra social en India y otros lugares del mundo.
Enseñando a través del ejemplo de su propia vida 'Amma' mezcla el conocimiento espiritual con el servicio social práctico.
"Lo que yo deseo es paz para el mundo; esto es lo que me hace feliz. . En este mundo en el que tanta gente vive en el lujo y la comodidad, hay muchos sufren a causa de la pobreza y el hambre. Con cooperación y amor, debemos servir desinteresadamente al mundo entero sin esperar nada a cambio."

## Departamentos

### Educacional
La fundación ha creado una red de instalaciones a todos los niveles de la educación. 
- Amrita Institute of Technology and Science, Ettimadai, Coimbatore
- Amrita School of Business, Ettimadai, Coimbatore
- Amrita school of Engineering, Bangalore
- Amrita Institute of Advanced Computing, Ettimadai, Coimbatore
- Amrita Institute of Computer Technology, Coimbatore, Amritapuri (sede principal), Madrás (Chennai), Kochi, Pathanamthitta, Mysore, Pune, Bombay y Hyderabad
- M.A.M Industrial Training Centre, Kollam
- Amrita Sanskrit Higher Secondary School (Amrita Aranya Jeevanam), Kollam.
- Amrita Vidyalayams, más de cuarenta escuelas India. (CBSE/Matriculation/English Medium)
- Vedanta Vidyalayam, Amritapuri
- Amrita Vidyapeetam, una medium school en Malayalam en Attapadi, en el distrito de Palakkad y más de diez escuelas no regladas para niños

### Médico
- Amrita Institute for Medical Science and Research (AIMS)
- Escuela Amrita de enfermería, Kochi
- Instituto de Ciencias Farmacéuticas Amrita, Kochi
- Amritakripa Charitable Hospital, Amritapuri
- Amrita Medical Mission of Ayurveda, a herbal conservation park, centro de investigación y producción de medicinas ayurvédicas, Wayanad
- Amrita Ayurvedic Research and Production Centre, Kollam.

### Religioso
- Templos Brahmasthanam, creados en varios lugares por 'Amma', incluidos Kodungallur, Kozhikode, Thiruvananthapuram, Madurai, Madrás (Chennai), Bombay, Nueva Delhi, Pune, Mauricio, Palakkad, Thalasserry, Mananthavady, Mysore y Coimbatore.

### Otros departamentos/programas
- Amrita Kuteeram, casas gratuitas (25 000 casas) para las personas pobres y perjudicadas en varias partes del país
- Amrita Nidhi, planes de pensiones para 50 000 viudas y repudiadas
- Amrita Niketanam, orfanatos situados en Kollam y Madurai para más de seiscientos niños
- Amrita Kripa Sagar, un hospicio para enfermos terminales de cáncer, Bombay
- Anbu Illam, hogar para jubilados, Sivakasi
- Amrita Rehabilitation Centre for Women (Centro de rehabilitación para mujeres Amrita), Trivandrum
- Amrita Speech and Hearing Improvement School (Escuela del discurso de Amrita y de la mejora de la audiencia)(ASHIS), Trichur
- Plan para alimentar gratuitamente a 500 personas aproximadamente cada semana.

## Finanzas
Según los datos del gobierno de India la fundación Mata Amritanadamayi Mission es la segunda institución que más recursos recibe del extranjero. Entre 1998-1999 fueros recibidos alrededor de 11,5 millones de dólares estadounidenses. . 
Respondiendo una pregunta sobre la que decían que ella y su familia se había hecho ricos (en una entrevista para The Week), 'Amma' decía que su padre tenía unos 20 barcos de pesca, algunos de los cuales había vendido para ayudar a un hermano a montar un negocio. Otro hermano trabaja en una constructora y tiene también un negocio de chocolates. Otro de sus hermanos tiene otro negocio de préstamos. Dijo que su familia había sido ayudada mucho por algunos devotos, pero que su padre todavía se ganaba en pan trabajando duro y que nunca cogía nada de la fundación.